# Micaria yushuensis
Micaria yushuensis är en spindelart som beskrevs av Hu 200. Micaria yushuensis ingår i släktet Micaria och familjen plattbuksspindlar. Inga underarter finns listade i Catalogue of Life.